# Sven Boberg

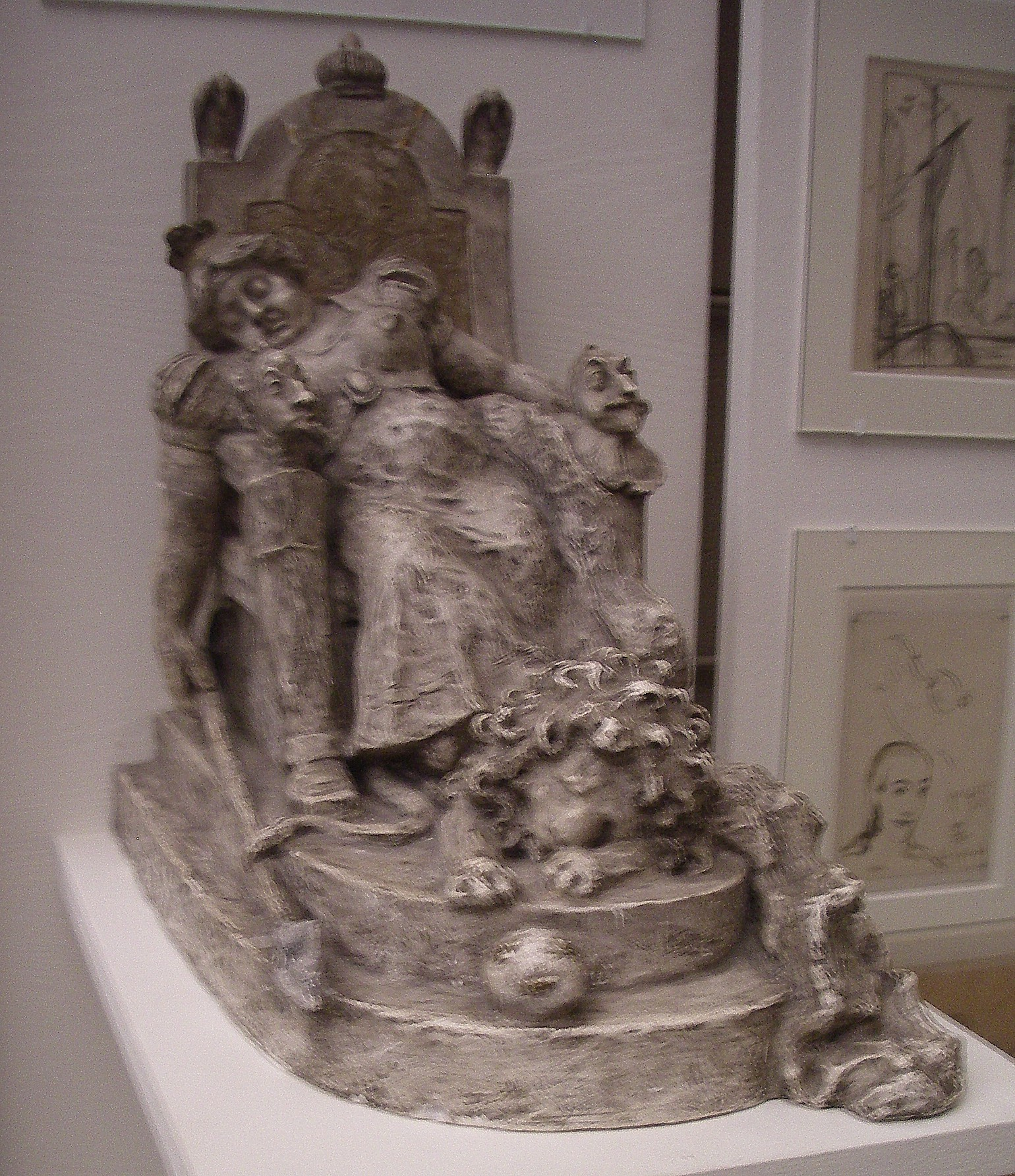
Sov i ro, maquette i tävling till nationalmonument, Skissernas museum i Lund

Sven Rudolf Boberg, född 13 december 1870 i Redeby, Hylletofta församling, Jönköpings län,  död 5 augusti 1935 i Adolf Fredriks församling, Stockholm
, var en svensk skulptör, tecknare och keramiker.
Sven Boberg var son till sergeanten Axel Boberg och Alfrida Mörk. Han utbildade sig på Tekniska skolan i Stockholm 1889-91, där han också var lärare i modellering 1897-1901. Åren 1902-05 studerade han på Académie Colarossi i Paris, där han 1903 skapade träskulpturen Den första automobilen i Småland. Åren 1908-13 var han lärare i modellering i Uppsala och gjorde också arbeten för S:t Eriks Lervarufabriker.
Han gjorde porträttskulpturer, byster, plaketter och tecknade karikatyrer. Till tävlingen om ett nationalmonument för Riksdagshuset 1910 gjorde han det ironiska förslaget Sov i ro. Boberg finns representerad vid bland annat Nationalmuseum i Stockholm och Arkivet för dekorativ konst i Lund.